# Janny Laupman
Jannetje (Janny) Elisabeth Laupman (23 maart 1926 – 27 juni 1986) was een Nederlandse verzetsstrijder tijdens de Tweede Wereldoorlog.

## Levensloop
Laupmans vader overleed toen zij 11 jaar oud was. Zij werkte zelf als jong meisje van 17 op het gemeentehuis van Ede op de afdeling Bevolking en Burgerlijke Stand. Op diezelfde afdeling werkte Johannes van den Bent die actief bij het verzet was. Toen hij ziek was vroeg diens vrouw Co of Laupman een aantal stempels van het gemeentehuis kon meenemen voor Van den Bent. Deze werden gebruikt om persoonsbewijzen te vervalsen. Soms liet zij vervalste papieren ondertekenen door de NSB-burgemeester Theodorus Christiaan van Dierendonck, die niets vermoedde. Ook was ze soms in staat mensen te waarschuwen, omdat ze wist welke namen de Duitsers opzochten in het bevolkingsregister. In de twee jaar daarna werkte ze tevens als koerierster voor het verzet in Ede.
Op 8 april 1945 werd Laupman om een uur 's nachts door de Duitsers gearresteerd in haar ouderlijk huis aan de Buitenzorglaan 4 in Ede. De bezetter wist dat zij op de hoogte was van de verblijfsplaats van meerdere verzetslieden. Eerst werd ze overgebracht naar de Landbouwschool aan de Amsterdamseweg, waar ze vluchtig werd verhoord. Via de school aan de Kraatsweg werd ze afgevoerd naar De Wormshoef in Lunteren, waar sinds 1944 het regionale hoofdkwartier van de Sicherheitsdienst was gevestigd. In diezelfde nacht werden in Ede meerdere verzetsleden opgepakt. Ondanks dat de oorlog ten einde liep, deden haar ondervragers er alles aan om de benodigde informatie van Laupman te krijgen. Zij zat gevangen in een krappe kast en werd meerdere keren bewusteloos geslagen. Ze werd bovendien ondersteboven aan haar enkels gehangen. Bij de ondervragingen waren onder andere Ries Jansen, Abraham Kipp, Louis Wilhelm Albrecht, Friedrich Enkelstroth en Ludwig Heinemann betrokken.
De Canadezen namen op 16 april 1945 Lunteren in, waardoor Laupman vrij kwam. Zij werkte de eerste maanden op het kantoor van de Binnenlandse Strijdkrachten en daarna als secretaresse op een advocatenkantoor. Zij werkte later nog als secretaresse voor het College van burgemeester en wethouders in Ede, maar kampte nog tot lang na de oorlog met onverwerkte emoties, waardoor zij uiteindelijk het werk neerlegde. Zij werd erkend als oorlogsslachtoffer en daarom ondersteund door de Stichting 40-45.

## Persoonlijk
Laupman trouwde na de oorlog met Jan Bolte. Het stel kreeg (in ieder geval) een kind dat dood geboren werd. Zij ontving het Verzetsherdenkingskruis. In de verzetsheldenbuurt van de wijk Simon Stevin op het voormalige kazernecomplex Ede-Oost is een straat naar haar vernoemd: Janny Laupmanlaan.